# Alonso de Mesa
Alonso de Mesa   (Madrid, c. 1628 - Madrid, 1668) va ser un pintor castellà.
Va néixer a Madrid vers 1628, on va residir al llarg de la seva vida. Hom ha afirmat que va ser deixeble d'Alonso Cano, a qui va imitar en tintes i colors, però no en l'estil de dibuix. Tanmateix, Palomino afirma que es desconeix qui va ser l'autor, malgrat que alguns han volgut atribuir-li Cano. D'acord amb el mateix autor, Mesa va ser un pintor excel·lent, virtuós i enginyós i amb un avantatge natural per a l'art, amb facilitat d'invenció i l'expressió d'afectes.
Va pintar tota la vida de Francesc d'Assís en diversos passatges, juntament amb imatges d'altres sants fundadors, per al claustre de l'antic convent de franciscans de Madrid. En l'enterrament del sant, Mesa es va autorretratar entre els portadors de llums. També va pintar un Antoni Abat, que va estar a la sagristia de la parròquia de Sant Sebastià de Madrid. Va morir a Madrid vers 1668, amb poc més de quaranta anys.